# 藤崎こう
藤崎 こう（ふじさき こう、5月17日 - ）は、日本の漫画家。血液型はO型。京都府出身。主にボーイズラブ漫画を執筆している。

## 人物
- 水曜どうでしょうの大ファン。常に「水曜どうでしょう」のDVDを流しながら仕事をしている[1]。

## 作品

### コミック
- ひねくれ純愛（1996年、芳文社）
- 僕のスーパーヒーロー（1997年、ビブロス）※絶版
- 秘密の男子（1998年、ビブロス）※絶版
- デリシャスボーイ（1999年、芳文社）
- お坊ちゃまご乱心（1999年、ビブロス）※絶版
- 下克上にカンパイ！（2000年、ビブロス）※絶版
- おとめな奴ら（2000年、芳文社）
- 寝技イッポン♡（2001年、ビブロス）※絶版
- ハッピーヤローウエディング♡（2001年、芳文社）
- ハダカの将軍！（2002年、ビブロス）
- 美しき獣たち。（2002年、芳文社）
- 愛しのスウィートボイス（2003年、ビブロス）
- …ヴァージンラブ。（2003年、芳文社）
- 虜になった…獣（2004年、芳文社）
- セクシー・クールボイス（2005年、ビブロス）
- …純愛の青年（2005年、芳文社）
- 獣は愛で、癒される。（2006年、芳文社）
- from701号室（2006年、リブレ出版）
- 抱けない時間（2007年、リブレ出版）
- プレイボーイ・アムール。（2007年、芳文社）
- キング＆プリンス（2008年、リブレ出版）
- 殉愛に囚われて（2008年、リブレ出版）
- 溺れる獣の恋人。（2008年、芳文社）
- 愛しのスウィートボイス（新装版）（2009年、リブレ出版）
- セクシークールボイス（新装版）（2009年、リブレ出版）
- キング&プリンス+カイザー（2009年、リブレ出版）
- メンズ・ラヴ（2009年、芳文社）
- こんなはずじゃなかったのに。（2010年、リブレ出版）
- 相方（2010年、芳文社）
- 結婚前夜（2011年、リブレ出版）
- 飢えた相方（2011年、芳文社）
- 恋人スクランブル（2012年、リブレ出版）
- 甘えた獣のしつけ方（2012年、芳文社）
- 色男のイロゴト（2013年、リブレ出版）
- 囚われた甘い獣たち（2013年、芳文社）
- 絶頂トライアングル（2014年、リブレ出版）
- 相方の愛しかた（2014年、芳文社）
- 男のプロポーズ（2015、リブレ出版）
- 獣のマーキング（2015年、芳文社）
- 男の密会はベッドの中で（2021年、芳文社）
- 獣のラブリーストイック（2021年、芳文社）

### BLCD
- 美しき獣たち。（2004年）
- …ヴァージンラブ。（2005年）
- 獣たちの…妄執。（2009年）